# Giuseppe Delfino
Pour les articles homonymes, voir Delfino.
Giuseppe Delfino (né le 22 novembre 1921 à Turin et mort le 10 août 1999  dans la même ville) est un escrimeur italien.

## Biographie
Après avoir participé et été sacré par équipe aux Jeux olympiques d'été de 1952 à Helsinki, Giuseppe Delfino a été sacré vice-champion olympique de l'épée aux Jeux olympiques d'été de 1956 derrière son compatriote Carlo Pavesi. Aux Jeux olympiques d'été de 1960 à Rome, il devenait champion olympique dans la compétition individuelle à l'épée.
Par équipe, après avoir encore été sacré en 1956 et 1960, il obtenait une dernière médaille d'argent aux Jeux olympiques d'été de 1964.

## Hommage
Le 7 mai 2015, en présence du président du Comité national olympique italien (CONI), Giovanni Malagò, a été inauguré  le Walk of Fame du sport italien dans le parc olympique du Foro Italico de Rome, le long de Viale delle Olimpiadi. 100 tuiles rapportent chronologiquement les noms des athlètes les plus représentatifs de l'histoire du sport italien. Sur chaque tuile figure le nom du sportif, le sport dans lequel il s'est distingué et le symbole du CONI. L'une de ces tuiles lui est dédiée .

## Palmarès

### Jeux olympiques d'été
- Jeux olympiques de 1952 à Helsinki ( Finlande) 
  -  Médaille d'or à l'épée par équipe
- Jeux olympiques de 1956 à Melbourne ( Australie) 
  -  Médaille d'argent à l'épée individuel
  -  Médaille d'or à l'épée par équipe
- Jeux olympiques de 1960 à Rome ( Italie) 
  - 12e au fleuret individuel
  -  Médaille d'or à l'épée individuel
  -  Médaille d'or à l'épée par équipe
- Jeux olympiques de 1964 à Tokyo ( Japon) 
  - éliminé en qualifications à l'épée individuel
  -  Médaille d'argent à l'épée par équipe

### Championnats du monde d'escrime
- Championnats du monde de 1950 à Monaco ( Monaco)
  -  Médaille d'or à l'épée par équipe
- Championnats du monde de 1953 à Bruxelles ( Belgique)
  -  Médaille d'or à l'épée par équipe
- Championnats du monde de 1954 à Luxembourg ( Luxembourg)
  -  Médaille d'or à l'épée par équipe
- Championnats du monde de 1955 à Rome ( Italie)
  -  Médaille d'or à l'épée par équipe
- Championnats du monde de 1957 à Paris ( France)
  - 4e à l'épée individuel
  -  Médaille d'or à l'épée par équipe
- Championnats du monde de 1958 à Philadelphie ( États-Unis)
  -  Médaille d'or à l'épée par équipe
- Championnats du monde de 1959 à Paris ( France)
  -  Médaille de bronze à l'épée individuel

## Source de la traduction
- (en) Cet article est partiellement ou en totalité issu de l’article de Wikipédia en anglais intitulé « Giuseppe Delfino » (voir la liste des auteurs).